# Рудницкий, Иван Львович
Ива́н Льво́вич Рудни́цкий (укр. Іван Львович Рудницький; род. 14 января 1978, г. Дрогобыч, Львовская область) — украинский деятель, полковник СБУ. Председатель Волынской областной государственной администрации с 8 ноября 2024 года.

## Биография
Родился 14 января 1978 года в г. Дрогобыч Львовской области.
В 2000 году завершил обучение в Дрогобычском государственном педагогическом университете по специальности «Педагогика и методика среднего образования», «английский язык и литература», «французский язык и литература». Получил квалификацию учителя английского и французского языков и зарубежной литературы.
В 2008 году окончил Львовский национальный университет имени Ивана Франко по специальности «правоведение» с квалификацией юриста.
В 2008 году, работая во Львовском УСБУ, вместе с Русланом Бишко награждён Почётной грамотой Кабинета министров Украины за борьбу с контрабандой на железнодорожном пункте пропуска «Мостиска» Западной региональной таможни задержано около 1400 тонн мясопродуктов, фактически пораженных сальмонеллой.
В 2014—2015 годах упомянут в источниках как заместитель начальника УСБУ в Закарпатской области, начальник Главного отдела по борьбе с коррупцией и организованной преступностью.
В 2015—2018 годах занимал аналогичную должность во Львовской области.
Как заместитель начальника УСБУ во Львовской области за 2015 год задекларировал 227,4 тыс. грн дохода. Его жена Юлия Наумчук-Рудницкая ничего не заработала, кроме 15,3 тыс. грн материальной помощи, однако пользуется автомобилем BMW X5 2014 года выпуска.
Имел отношение к преследованию членов «Автономного сопротивления» г. Львова, которое санкционировал в 2016 году тогдашний начальник Львовского УСБУ Андрей Ткачук.
С 1 июля 2019 до 19 июля 2022 года — начальник управления Службы безопасности Украины в Закарпатской области.
С 19 июля 2022 до 1 мая 2024 года возглавлял управление СБУ в Полтавской области, а 1 мая 2024 года был назначен начальником Управления СБУ Волынской области.
С 8 ноября 2024 года — председатель Волынской областной государственной администрации.

## Научное звание
- Доктор философии по праву (2020)[1]

## Семья
Отец — Лев Иванович Рудницкий, (1949 г.р.), военнослужащий ВС Советской армии, житель Дрогобыча. Женат, имеет одного ребёнка.